# 조승연 (배우)
조승연(1972년 4월 14일 ~ )은 대한민국의 배우이다. 1998년 연극배우로 데뷔하였다.

## 학력
- 동북고등학교 졸업
- 중앙대학교 예술대학 연극학과 학사
- 한국예술종합학교 예술전문사과정 무용원창작과 석사

## 출연작

### 영화
- 《텔 미 썸딩》(1999년) - 대학 동창 1 역
- 《그렇게 김순임은 강두식을 만났다》(2000년) - 최 형사 역
- 《시월애》(2000년) - 재혁 역
- 《하면 된다》(2000년) - 형사 역
- 《베사메무쵸》(2001년) - 식품매장 청년 역
- 《야수》(2006년) - 서울지검 수사관 역
- 《구세주》(2006년) - 최 검사 역
- 《쉬리》(1999년) - 검색 요원 역
- 《오버 더 레인보우》(2002년) - 사진남 역
- 《최강 로맨스》(2007년) - 운동권 남학생 역
- 《황진이》(2007년) - 벽계수 역
- 《리턴》(2007년) - 방사선과의 역
- 《소와 함께 여행하는법》(2010년) - 동자승 부 역
- 《하얀 나비》(2011년) - 박 상무 역
- 《가비》(2012년) - 민영환 역
- 《영건 탐정사무소》(2012년) - 민 박사 역
- 《집으로 가는 길》(2013년) - 남 주사 역
- 《멜로》(2014년) - 조형사 역
- 《사도》(2015년) - 이천보 역
- 《출국》(2018년) - 이충근 역
- 《자산어보》(2021년) - 이벽 역

### 드라마
- 2004년 KBS2 특별기확드라마 《해신》 - 백안 역
- 2006년 tvN 수목드라마 《하이에나》
- 2009년 MBC 주말드라마 《탐나는도다》 - 김 이방 역
- 2009년 tvN 토요드라마 《세 남자》
- 2011년 SBS 수목드라마 《검사 프린세스》 - 기자 역
- 2011년 tvN 월요드라마 《버디 버디》
- 2012년 《TV로 보는 원작동화》
- 2012년 SBS 드라마스페셜 《유령》 - 검사 역
- 2012년~2013년 SBS 월화드라마 《드라마의 제왕》 - 앤써니 김과 미국에서 공부한 남자 역
- 2013년 SBS 수목드라마 《주군의 태양》 - 형사 역
- 2013년 JTBC 주말드라마 《궁중잔혹사: 꽃들의 전쟁》
- 2013년~2014년 SBS 드라마스페셜 《별에서 온 그대》 - 차장검사 역
- 2014년 tvN 금토드라마 《갑동이》 - 류태오의 변호사 역
- 2014년 SBS 월화드라마《닥터 이방인》 - 혈액응고장애 환자 역
- 2014년 SBS 일요드라마 《엄마의 선택》 - 최 검사 역
- 2015년 SBS 화요드라마 《에이스》
- 2015년 MBC 월화드라마 《화정》
- 2015년 SBS 월화드라마 《육룡이 나르샤》
- 2016년 OCN 일요드라마 《뱀파이어 탐정》
- 2017년 SBS 수목드라마 《사임당, 빛의 일기》 - 우의정 역
- 2017년 SBS 월화드라마 《조작》
- 2017년 KBS2 월화드라마 《개인주의자 지영씨》 - 지영의 아버지 역
- 2017년 SBS 수목드라마 《수상한 파트너》 - 노영석 역
- 2017년 tvN 주말드라마 《명불허전》 - 선조 역
- 2018년 SBS 수목드라마 《리턴》 - 검사 역
- 2018년 tvN 월화드라마 《크로스》
- 2018년 JTBC 월화드라마 《으라차차 와이키키》
- 2018년 OCN 주말드라마 《작은 신의 아이들》
- 2018년 KBS2 수목드라마 《슈츠》 - 허정 검사 역
- 2018년 SBS 월화드라마 《기름진 멜로》
- 2018년 SBS 수목드라마 《친애하는 판사님께》 - 최진현 역
- 2018년 OCN 수목드라마 《신의 퀴즈 5》 - 이재형 역
- 2018년 SBS 토요드라마 《운명과 분노》 - 현정수 역
- 2019년 tvN 주말드라마 《자백》 - 범죄심리학자 역
- 2019년 tvN 월화드라마 《위대한 쇼》
- 2019년 SBS 월화드라마 《VIP》 - 하영웅 역
- 2019년 tvN 주말드라마 《아스달 연대기》 - 하림 역
- 2020년 tvN 목요드라마 《슬기로운 의사생활》 - 주전 역
- 2020년 OCN 주말드라마 《번외수사》 - 유성국 역
- 2020년 JTBC 월화드라마 《모범형사》 - 유정렬 역
- 2020년 SBS 월화드라마 《브람스를 좋아하세요?》 - 한남구 역
- 2020년 JTBC 금토드라마 《허쉬》 - 김인근 역
- 2021년 KBS2 수목드라마 《대박부동산》 - 정 팀장 역
- 2021년 KBS2 수목드라마 《학교 2021》 - 진덕규 역
- 2022년 KBS2 월화드라마 《붉은 단심》 - 유학수 역 (특별출연)
- 2022년 tvN 주말드라마 《작은 아씨들》 - 조완규 역
- 2022년 tvN 금토드라마 《블라인드》 - 배철호 역
- 2022년 MBC 금토드라마 《트레이서》 - 서영재 역
- 2022년 SBS 금토드라마 《소방서 옆 경찰서》 - 진철중 역
- 2022년 MBC 금토드라마 《금혼령, 조선 혼인 금지령》 - 이정학 역
- 2023년 MBC 금토드라마 《연인》 - 경근직 역.
- 2023년 SBS 금토드라마 《소방서 옆 경찰서 그리고 국과수》- 진철중 역
- 2023년 SBS 금토드라마 《7인의 탈출》 - 이휘소 담당변호사 역 (특별출연)
- 2023년 KBS 대하드라마 《고려 거란 전쟁》 - 김은부 역
- 2024년 tvN 토일드라마 《엄마친구아들》 - 곽세환 역
- 2024년 쿠팡플레이 오리지널 드라마 《사랑 후에 오는 것들》 - 최한 역
- 2024년 tvN 월화드라마 《가석방심사관 이한신》 - 천수범 역
- 2025년 SBS 금토드라마 《나의 완벽한 비서》 - 우철용 역
- 2025년 JTBC 토일드라마 《에스콰이어 : 변호사를 꿈꾸는 변호사들》 - 강일찬 역
- 2025년 tvN 토일드라마 《폭군의 셰프》 - 성인재 역

### 연극
- 《순이 삼촌》(2013년)

### 뮤지컬
- 《사운드 오브 뮤직 - 대구》(2013년)
- 《사운드 오브 뮤직 - 부산》(2013년)
- 《사운드 오브 뮤직》(2014년)
- 《사운드 오브 뮤직 - 춘천》(2014년)

### 라디오 프로그램
- 2015년 EBS FM 《EBS 책 읽는 라디오 낭독 시리즈》